# Grand Prix Belgii 2015
Grand Prix Belgii 2015 (oficjalnie Formula 1 Shell Belgian Grand Prix 2015) – jedenasta eliminacja Mistrzostw Świata Formuły 1 w sezonie 2015. Grand Prix odbyło się w dniach 21–23 sierpnia 2015 roku na torze Circuit de Spa-Francorchamps w Stavelot.

## Lista startowa
Źródło: Wyprzedź Mnie!
Na niebieskim tle kierowcy biorący udział jedynie w piątkowych treningach
| Nr | Kierowca         | Zespół                        | Samochód               | Silnik                         | Opony |
| -- | ---------------- | ----------------------------- | ---------------------- | ------------------------------ | ----- |
| 3  | Daniel Ricciardo | Infiniti Red Bull Racing      | Red Bull RB11          | Renault Energy F1-2015 1.6T V6 | P     |
| 5  | Sebastian Vettel | Scuderia Ferrari              | Ferrari SF15-T         | Ferrari 059/4 1.6T V6          | P     |
| 6  | Nico Rosberg     | Mercedes AMG Petronas F1 Team | Mercedes F1 W06 Hybrid | Mercedes-Benz PU106B 1.6T V6   | P     |
| 7  | Kimi Räikkönen   | Scuderia Ferrari              | Ferrari SF15-T         | Ferrari 059/4 1.6T V6          | P     |
| 8  | Romain Grosjean  | Lotus F1 Team                 | Lotus E23 Hybrid       | Mercedes-Benz PU106B 1.6T V6   | P     |
| 9  | Marcus Ericsson  | Sauber F1 Team                | Sauber C34             | Ferrari 059/4 1.6T V6          | P     |
| 11 | Sergio Pérez     | Sahara Force India F1 Team    | Force India VJM08      | Mercedes-Benz PU106B 1.6T V6   | P     |
| 12 | Felipe Nasr      | Sauber F1 Team                | Sauber C34             | Ferrari 059/4 1.6T V6          | P     |
| 13 | Pastor Maldonado | Lotus F1 Team                 | Lotus E23 Hybrid       | Mercedes-Benz PU106B 1.6T V6   | P     |
| 14 | Fernando Alonso  | McLaren Mercedes              | McLaren MP4-30         | Honda RA615H 1.6T V6           | P     |
| 19 | Felipe Massa     | Williams Martini Racing       | Williams FW37          | Mercedes-Benz PU106B 1.6T V6   | P     |
| 22 | Jenson Button    | McLaren Mercedes              | McLaren MP4-30         | Honda RA615H 1.6T V6           | P     |
| 26 | Daniił Kwiat     | Infiniti Red Bull Racing      | Red Bull RB11          | Renault Energy F1-2015 1.6T V6 | P     |
| 27 | Nico Hülkenberg  | Sahara Force India F1 Team    | Force India VJM08      | Mercedes-Benz PU106B 1.6T V6   | P     |
| 28 | Will Stevens     | Manor Marussia F1 Team        | Marussia MR03B         | Ferrari 059/3 1.6T V6          | P     |
| 30 | Jolyon Palmer    | Lotus F1 Team                 | Lotus E23 Hybrid       | Mercedes-Benz PU106B 1.6T V6   | P     |
| 33 | Max Verstappen   | Scuderia Toro Rosso           | Toro Rosso STR10       | Renault Energy F1-2015 1.6T V6 | P     |
| 44 | Lewis Hamilton   | Mercedes AMG Petronas F1 Team | Mercedes F1 W06 Hybrid | Mercedes-Benz PU106B 1.6T V6   | P     |
| 55 | Carlos Sainz Jr. | Scuderia Toro Rosso           | Toro Rosso STR10       | Renault Energy F1-2015 1.6T V6 | P     |
| 77 | Valtteri Bottas  | Williams Martini Racing       | Williams FW37          | Mercedes-Benz PU106B 1.6T V6   | P     |
| 98 | Roberto Merhi    | Manor Marussia F1 Team        | Marussia MR03B         | Ferrari 059/3 1.6T V6          | P     |
| Nr | Kierowca         | Zespół                        | Samochód               | Silnik                         | Opony |

## Wyniki

### Sesje treningowe
Źródło: Wyprzedź Mnie!
| Sesja | Nr | Kierowca       | Konstruktor | Czas     | Okr. |
| ----- | -- | -------------- | ----------- | -------- | ---- |
| 1     | 6  | Nico Rosberg   | Mercedes    | 1:51,082 | 19   |
| 2     | 6  | Nico Rosberg   | Mercedes    | 1:49,385 | 19   |
| 3     | 44 | Lewis Hamilton | Mercedes    | 1:48,984 | 14   |

### Kwalifikacje
Źródło: Wyprzedź Mnie!
| Poz. | Nr | Kierowca         | Konstruktor          | Q1       | Q2       | Q3       | Poz. s. |
| --- | --- | ---------------- | -------------------- | -------- | -------- | -------- | ------- |
| 1 | 44 | Lewis Hamilton   | Mercedes             | 1:48,908 | 1:48,024 | 1:47,197 | 1       |
| 2 | 6 | Nico Rosberg     | Mercedes             | 1:48,923 | 1:47,955 | 1:47,655 | 2       |
| 3 | 77 | Valtteri Bottas  | Williams–Mercedes    | 1:49,026 | 1:49,044 | 1:48,537 | 3       |
| 4 | 8 | Romain Grosjean  | Lotus–Mercedes       | 1:49,353 | 1:48,981 | 1:48,561 | 9       |
| 5 | 11 | Sergio Pérez     | Force India–Mercedes | 1:49,006 | 1:48,792 | 1:48,599 | 4       |
| 6 | 3 | Daniel Ricciardo | Red Bull–Renault     | 1:49,664 | 1:49,042 | 1:48,639 | 5       |
| 7 | 19 | Felipe Massa     | Williams–Mercedes    | 1:49,688 | 1:48,806 | 1:48,685 | 6       |
| 8 | 13 | Pastor Maldonado | Lotus–Mercedes       | 1:49,568 | 1:48,956 | 1:48,754 | 7       |
| 9 | 5 | Sebastian Vettel | Ferrari              | 1:49,264 | 1:48,761 | 1:48,825 | 8       |
| 10 | 55 | Carlos Sainz Jr. | Toro Rosso–Renault   | 1:49,109 | 1:49,065 | 1:49,771 | 10      |
| 11 | 27 | Nico Hülkenberg  | Force India–Mercedes | 1:49,499 | 1:49,121 | –        | 11      |
| 12 | 26 | Daniił Kwiat     | Red Bull–Renault     | 1:49,469 | 1:49,228 | –        | 12      |
| 13 | 9 | Marcus Ericsson  | Sauber–Ferrari       | 1:49,523 | 1:49,586 | –        | 13      |
| 14 | 7 | Kimi Räikkönen   | Ferrari              | 1:49,288 | –        | –        | 16      |
| 15 | 33 | Max Verstappen   | Toro Rosso–Renault   | 1:49,831 | –        | –        | 18      |
| 16 | 12 | Felipe Nasr      | Sauber–Ferrari       | 1:49,952 | –        | –        | 14      |
| 17 | 22 | Jenson Button    | McLaren–Honda        | 1:50,978 | –        | –        | 19      |
| 18 | 14 | Fernando Alonso  | McLaren–Honda        | 1:51,420 | –        | –        | 20      |
| 19 | 28 | Will Stevens     | Marussia–Ferrari     | 1:52,948 | –        | –        | 15      |
| 20 | 98 | Roberto Merhi    | Marussia–Ferrari     | 1:53,099 | –        | –        | 17      |
| Poz. | Nr | Kierowca         | Konstruktor          | Q1       | Q2       | Q3       | Poz. s. |
| \| Legenda \| Legenda \| \| ------------------------ \| ---------------------------------------------------------------------------------------------------------------------------------------------------------------------------------------------------------------------------------------------------------------- \| \| Poz. Nr Q1 Q2 Q3 Poz. s. \| Pozycja zajęta w sesji kwalifikacyjnej Numer startowy kierowcy Wynik uzyskany w pierwszej części kwalifikacji Wynik uzyskany w drugiej części kwalifikacji Wynik uzyskany w trzeciej części kwalifikacji Pozycja startowa po uwzględnięniu kar, przesunięć, itp. \| | |                  |                      |          |          |          |         |
| Legenda | |                  |                      |          |          |          |         |
| Poz. Nr Q1 Q2 Q3 Poz. s. | Pozycja zajęta w sesji kwalifikacyjnej Numer startowy kierowcy Wynik uzyskany w pierwszej części kwalifikacji Wynik uzyskany w drugiej części kwalifikacji Wynik uzyskany w trzeciej części kwalifikacji Pozycja startowa po uwzględnięniu kar, przesunięć, itp. |                  |                      |          |          |          |         |

### Wyścig

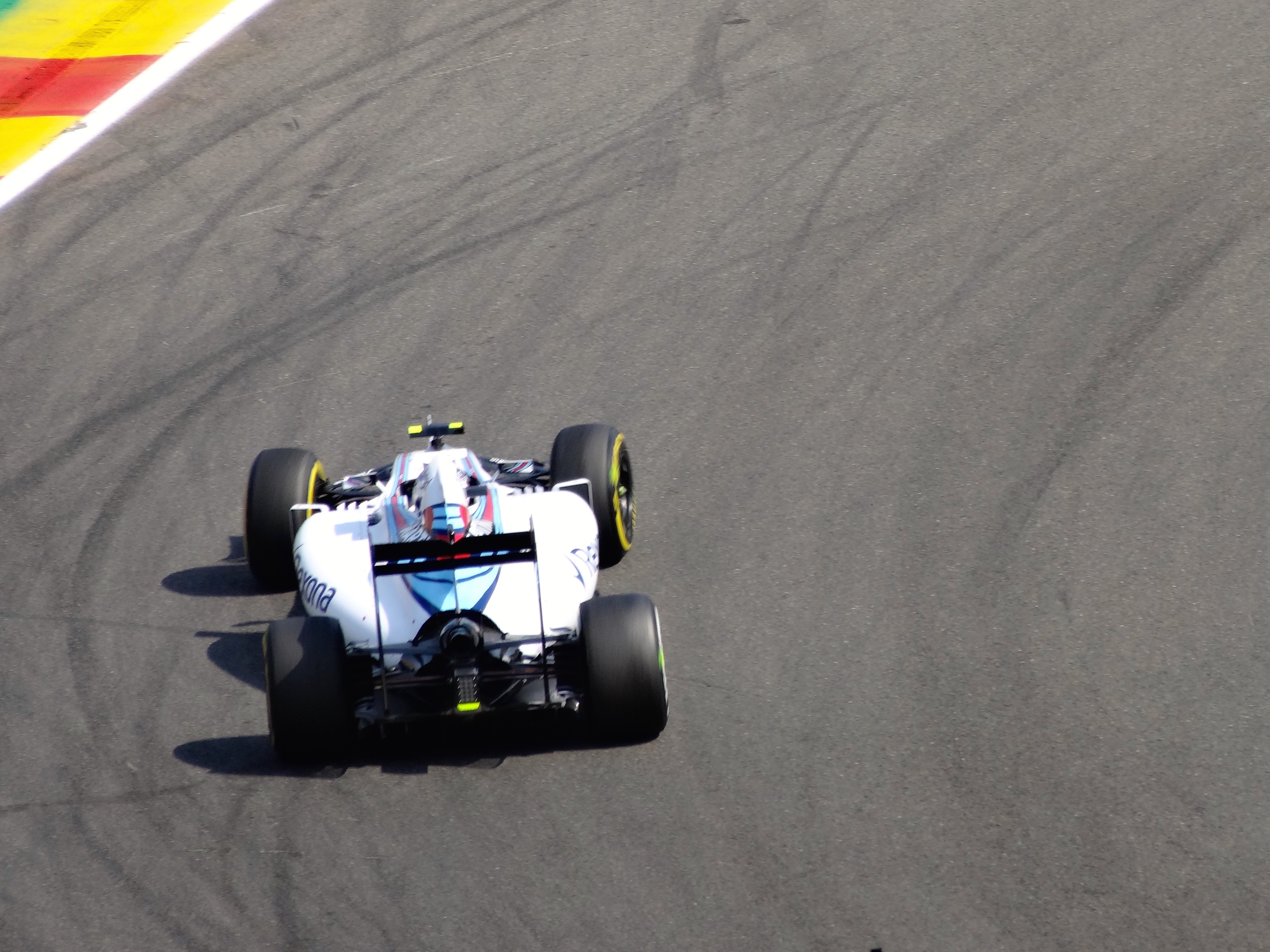
Samochód Valtteriego Bottasa z nieprawidłowo założonymi oponami podczas wyścigu

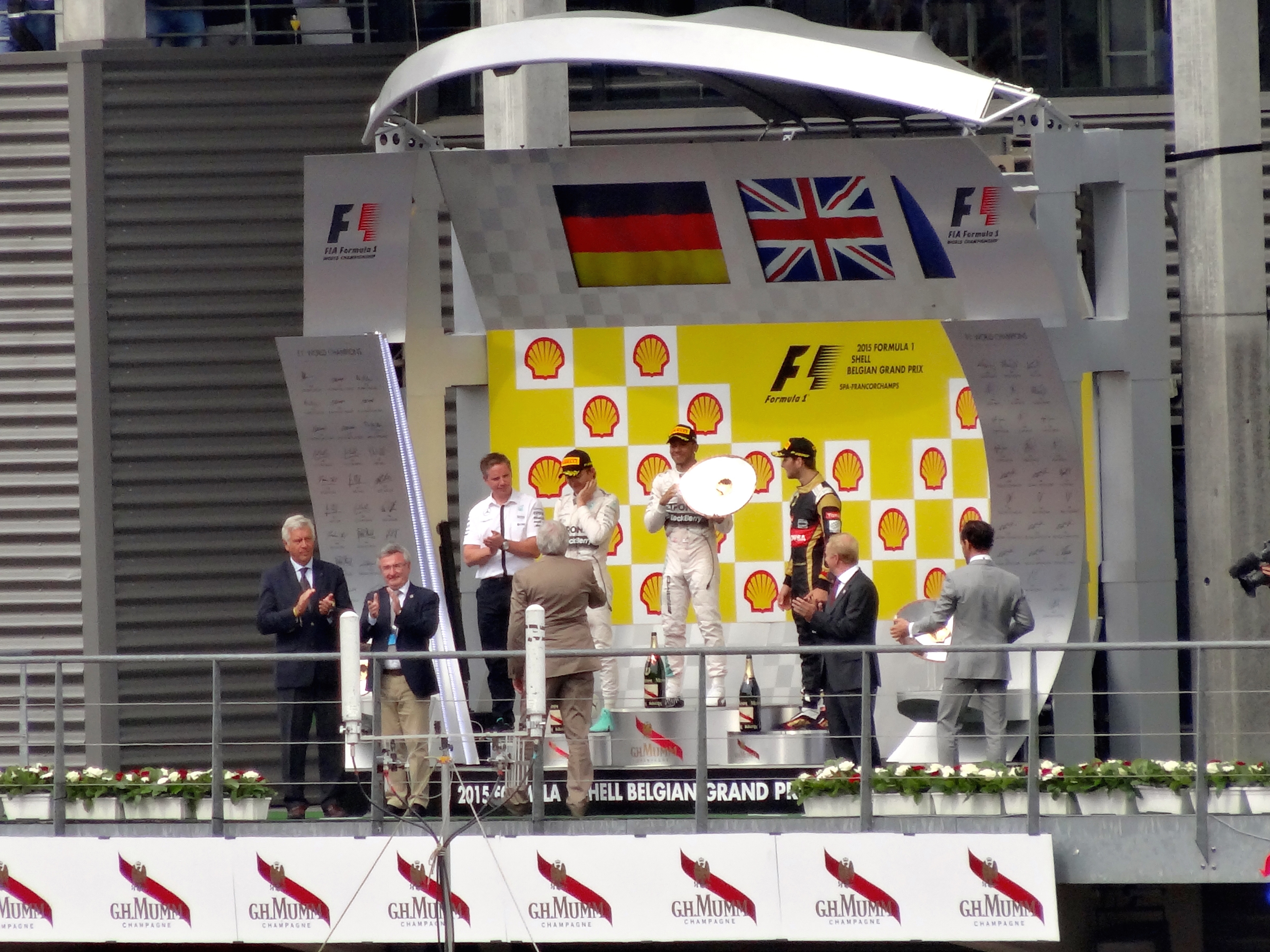
Nico Rosberg, Lewis Hamilton i Romain Grosjean na podium po wyścigu

Źródło: Wyprzedź Mnie!
| P                                                     | + / –     | Nr | Kierowca         | Konstruktor          | Okr. | Czas / Strata | Komentarz                  |
| ----------------------------------------------------- | --------- | -- | ---------------- | -------------------- | ---- | ------------- | -------------------------- |
| 1                                                     | Bez zmian | 44 | Lewis Hamilton   | Mercedes             | 43   | 1h23m40,387   |                            |
| 2                                                     | Bez zmian | 6  | Nico Rosberg     | Mercedes             | 43   | +0:02,058     |                            |
| 3                                                     | 6         | 8  | Romain Grosjean  | Lotus–Mercedes       | 43   | +0:37,988     |                            |
| 4                                                     | 8         | 26 | Daniił Kwiat     | Red Bull–Renault     | 43   | +0:45,692     |                            |
| 5                                                     | 1         | 11 | Sergio Pérez     | Force India–Mercedes | 43   | +0:53,997     |                            |
| 6                                                     | Bez zmian | 19 | Felipe Massa     | Williams–Mercedes    | 43   | +0:55,283     |                            |
| 7                                                     | 9         | 7  | Kimi Räikkönen   | Ferrari              | 43   | +0:55,703     |                            |
| 8                                                     | 10        | 33 | Max Verstappen   | Toro Rosso–Renault   | 43   | +0:56,076     |                            |
| 9                                                     | 6         | 77 | Valtteri Bottas  | Williams–Mercedes    | 43   | +1:01,040     | [ a ]                      |
| 10                                                    | 3         | 9  | Marcus Ericsson  | Sauber–Ferrari       | 43   | +1:31,234     |                            |
| 11                                                    | 3         | 12 | Felipe Nasr      | Sauber–Ferrari       | 43   | +1:42,311     |                            |
| 12                                                    | 4         | 5  | Sebastian Vettel | Ferrari              | 42   | +1 okr.       | pęknięta opona             |
| 13                                                    | 7         | 14 | Fernando Alonso  | McLaren–Honda        | 42   | +1 okr.       |                            |
| 14                                                    | 5         | 22 | Jenson Button    | McLaren–Honda        | 42   | +1 okr.       |                            |
| 15                                                    | 1         | 98 | Roberto Merhi    | Marussia–Ferrari     | 42   | +1 okr.       |                            |
| 16                                                    | 1         | 28 | Will Stevens     | Marussia–Ferrari     | 42   | +1 okr.       |                            |
| Niesklasyfikowani                                     |           |    |                  |                      |      |               |                            |
|                                                       |           | 55 | Carlos Sainz Jr. | Toro Rosso–Renault   | 32   | +11 okr.      | silnik                     |
|                                                       |           | 3  | Daniel Ricciardo | Red Bull–Renault     | 19   | +24 okr.      | elektryka                  |
|                                                       |           | 13 | Pastor Maldonado | Lotus–Mercedes       | 2    | +41 okr.      | układ przeniesienia napędu |
| Nie wystartowali / niedopuszczeni do ponownego startu |           |    |                  |                      |      |               |                            |
|                                                       |           | 27 | Nico Hülkenberg  | Force India–Mercedes |      |               | silnik                     |
| P                                                     | + / –     | Nr | Kierowca         | Konstruktor          | Okr. | Czas / Strata | Komentarz                  |

### Najszybsze okrążenie
Źródło: Wyprzedź Mnie!
| Nr | Kierowca     | Konstruktor | Czas     | Okr. |
| -- | ------------ | ----------- | -------- | ---- |
| 6  | Nico Rosberg | Mercedes    | 1:52,416 | 34   |

## Prowadzenie w wyścigu
Źródło: Racing–Reference.info
| Nr                              | Kierowca       | Okrążenia   | Suma |
| ------------------------------- | -------------- | ----------- | ---- |
| 44                              | Lewis Hamilton | 1-30, 31-43 | 42   |
| 6                               | Nico Rosberg   | 30-31       | 1    |
| \| Wykres \| \| ------ \| \| \| |                |             |      |
| Wykres                          |                |             |      |
|                                 |                |             |      |

## Klasyfikacja po zakończeniu wyścigu

### Kierowcy
| P                 | +/− | Kierowca         | Starty | Punkty | P1 | P2 | P3 | PP | NO | NS |
| ----------------- | --- | ---------------- | ------ | ------ | -- | -- | -- | -- | -- | -- |
| 1                 | 0   | Lewis Hamilton   | 11     | 227    | 6  | 3  | 1  | 10 | 4  | –  |
| 2                 | 0   | Nico Rosberg     | 11     | 199    | 3  | 5  | 2  | 1  | 3  | –  |
| 3                 | 0   | Sebastian Vettel | 11     | 160    | 2  | 1  | 4  | –  | –  | –  |
| 4                 | +1  | Kimi Räikkönen   | 11     | 82     | –  | 1  | –  | –  | 2  | 3  |
| 5                 | +1  | Felipe Massa     | 11     | 82     | –  | –  | 1  | –  | –  | –  |
| 6                 | −2  | Valtteri Bottas  | 10     | 79     | –  | –  | 1  | –  | –  | –  |
| 7                 | +1  | Daniił Kwiat     | 10     | 57     | –  | 1  | –  | –  | –  | 1  |
| 8                 | −1  | Daniel Ricciardo | 11     | 51     | –  | –  | 1  | –  | 2  | 2  |
| 9                 | +1  | Romain Grosjean  | 11     | 38     | –  | –  | 1  | –  | –  | 3  |
| 10                | +1  | Max Verstappen   | 11     | 26     | –  | –  | –  | –  | –  | 4  |
| 11                | +2  | Sergio Pérez     | 11     | 25     | –  | –  | –  | –  | –  | 1  |
| 12                | −3  | Nico Hülkenberg  | 10     | 24     | –  | –  | –  | –  | –  | 2  |
| 13                | −1  | Felipe Nasr      | 10     | 16     | –  | –  | –  | –  | –  | –  |
| 14                | 0   | Pastor Maldonado | 11     | 12     | –  | –  | –  | –  | –  | 7  |
| 15                | 0   | Fernando Alonso  | 10     | 11     | –  | –  | –  | –  | –  | 5  |
| 16                | 0   | Carlos Sainz Jr. | 11     | 9      | –  | –  | –  | –  | –  | 5  |
| 17                | +1  | Marcus Ericsson  | 11     | 7      | –  | –  | –  | –  | –  | 1  |
| 18                | −1  | Jenson Button    | 10     | 6      | –  | –  | –  | –  | –  | 4  |
| 19                | 0   | Roberto Merhi    | 11     | 0      | –  | –  | –  | –  | –  | 1  |
| 20                | 0   | Will Stevens     | 10     | 0      | –  | –  | –  | –  | –  | 1  |
| Niesklasyfikowani |     |                  |        |        |    |    |    |    |    |    |
|                   |     | Kevin Magnussen  | –      | –      | –  | –  | –  | –  | –  | –  |
| P                 | +/− | Kierowca         | Starty | Punkty | P1 | P2 | P3 | PP | NO | NS |

### Konstruktorzy
| P  | +/− | Konstruktor             | Starty | Punkty | P1 | P2 | P3 | PP | NO | NS |
| -- | --- | ----------------------- | ------ | ------ | -- | -- | -- | -- | -- | -- |
| 1  | 0   | Mercedes                | 22     | 426    | 9  | 8  | 3  | 11 | 7  | –  |
| 2  | 0   | Ferrari                 | 22     | 242    | 2  | 2  | 4  | –  | 2  | 3  |
| 3  | 0   | Williams Mercedes       | 21     | 161    | –  | –  | 2  | –  | –  | –  |
| 4  | 0   | Red Bull Racing Renault | 21     | 108    | –  | 1  | 1  | –  | 2  | 3  |
| 5  | +1  | Lotus Mercedes          | 22     | 50     | –  | –  | 1  | –  | –  | 10 |
| 6  | −1  | Force India Mercedes    | 21     | 49     | –  | –  | –  | –  | –  | 3  |
| 7  | 0   | STR Renault             | 22     | 35     | –  | –  | –  | –  | –  | 9  |
| 8  | 0   | Sauber Ferrari          | 21     | 23     | –  | –  | –  | –  | –  | 1  |
| 9  | 0   | McLaren Honda           | 20     | 17     | –  | –  | –  | –  | –  | 9  |
| 10 | N   | Marussia Ferrari        | 21     | 0      | –  | –  | –  | –  | –  | 2  |
| P  | +/− | Konstruktor             | Starty | Punkty | P1 | P2 | P3 | PP | NO | NS |